# Luzac’s Oriental Religions Series
Luzac’s Oriental Religions Series ist eine Buchreihe zu Religionen des Orients. Sie erschien seit 1903 bei Luzac & Co. in London (Great Russel Street). In ihr erschienen wichtige Monographien zum Sufismus und den Schiiten, wie beispielsweise das Werk von Dwight M. Donaldson. Der letzte Band erschien 1953.

## Übersicht
- 1 Viggo Fausböll: Indian Mythology according to the Mahābhārata in outline. 1903
- 2 T. J. de Boer: The history of philosophy in Islam; translated by Edward R. Jones (Online)
- 3 R. Campbell Thompson: Semitic magic : its origins and development. 1908
- 4 Kaiten Nukariya: The religion of the Samurai. A study of Zen philosophy and discipline in China and Japan. 1913
- 5 Taufik Canaan: Mohammedan saints and sanctuaries in Palestine. 1927 (Review, Teilansicht)
- 6 Dwight M. Donaldson: The Shi’ite Religion: A History of Islam in Persia and Irak. 1933 (Online)
- 7 John Kingsley Birge: The Bektashi order of dervishes. 1937 (Auszug)
- 8 John Norman Hollister: The Shi'a of India. 1953
- 9 S. M. Iqbal: The Development of Metaphysics in Persia. Philosophische Dissertation der Ludwig-Maximilians-Universität München, 1908